# Trajánovo fórum

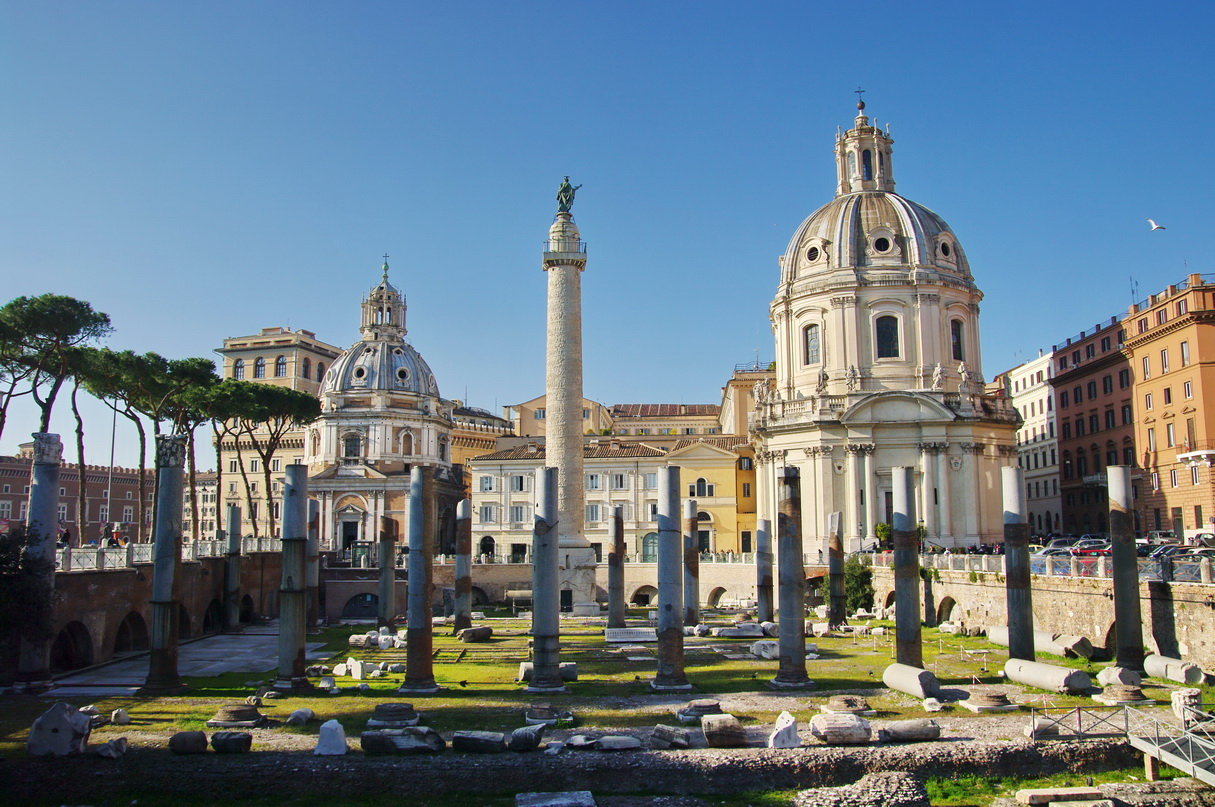
Trajánovo fórum, pozůstatky baziliky Ulpia, v pozadí Trajánův sloup

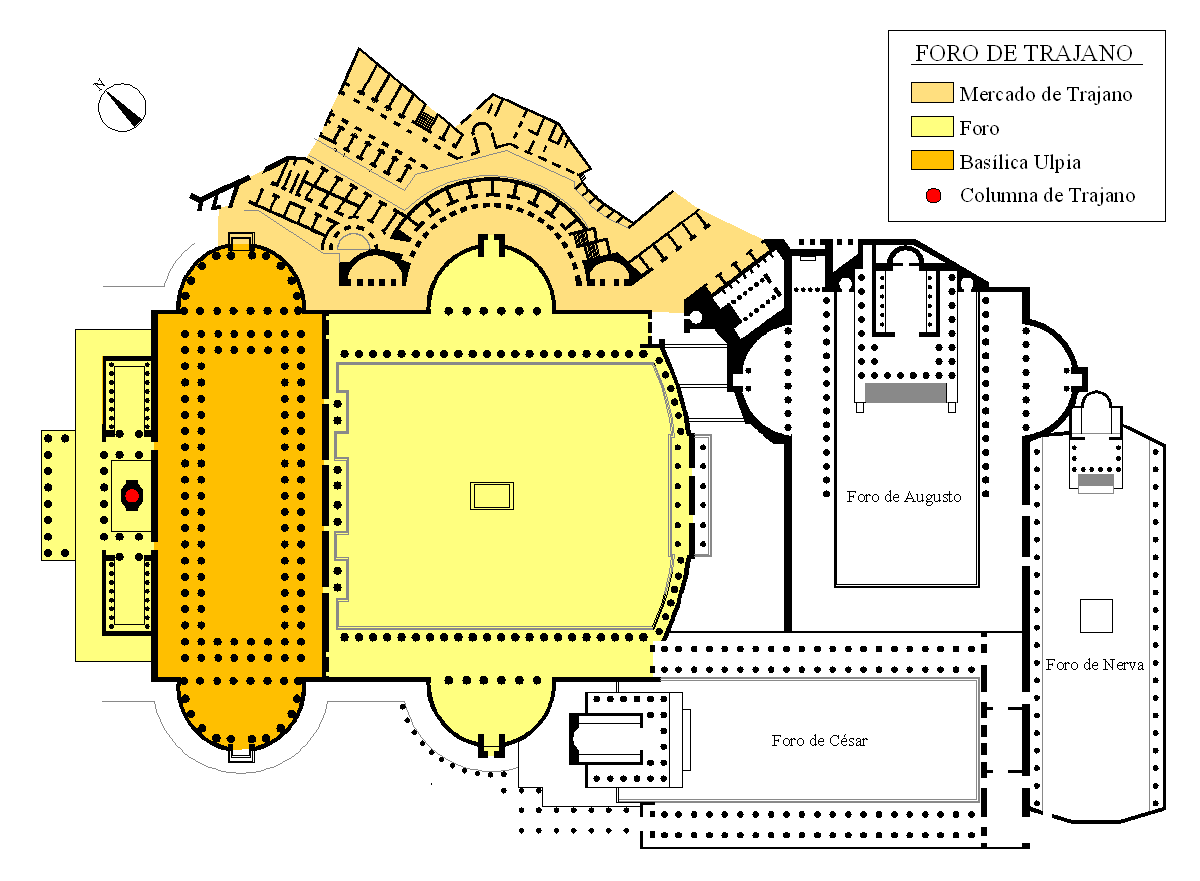
Poloha Trajánova fora mezi císařskými fory

Trajánovo fórum (lat. Forum Traiani) je chronologicky posledním z císařských fór (Fori Imperiali) postavených v Římě. Jeho autorem byl starořecký architekt Apollodóros z Damašku.
Fórum bylo postaveno na příkaz císaře Trajána a financované ze zisku z dobytí Dácie, které bylo završeno v roce 106. Fórum bylo dokončeno v roce 112, Trajánův sloup o rok později. Pro tak velký komplex byly nutné rozsáhlé základy. Byly upraveny svahy kopců Kvirinálu a Kapitolu, které ohraničovaly údolí, kde se rozkládalo Martovo pole. Je pravděpodobné, že základy byly připravovány na příkaz císaře Domiciána, přičemž celý projekt byl přisouzen Apollodórosovi z Damašku, který doprovázel Trajána na výpravě do Dácie.

## Popis
Stavba se skládala z velkého sloupořadí obklopujícím piazzu půdorysu 200 x 120 m s exedrami na dvou stranách. Hlavní vchod byl na jižní straně a tvořil ho vítězný oblouk se sochou Trajána na kočáru se šestispřežením. Oblouk připomínal dácké války a byl zdobený vlysy a sochami dáckých vězňů. Na východní straně fóra byla vystavěna Trajánská tržnice. Na severu piazzy ležela Basilika Ulpia, piazza byla dlážděná trojúhelníkovou dlažbou z bílého mramoru a dekorovaná velkou jezdeckou sochou Trajána.
Na sever od baziliky byla menší piazza s chrámem zasvěceným božskému Trajánovi. Přímo na sever od Baziliky Ulpii byly na každé straně fóra dvě knihovny. V jedné byly latinské dokumenty a ve druhé řecké. Mezi knihovnami byl 38 m vysoký Trajánův sloup.

## Další stavební vývoj fóra
V roce 1526 byl oblouk, který tvořil vstup do fóra, zbořen. Na konci 16. století byla celá oblast císařských fór, která tehdy ležela 3–4 metry pod zemí, zastavěna během vlny městské expanze a oblast se stala známou jako čtvrť Alessandrino. Při stavbě ulice Via dei Fori Imperiali v roce 1933 byla zakryta řada sloupů baziliky Ulpia, některé jsou však viditelné stále pod oblouky, nad nimiž ulice vede.

## Galerie

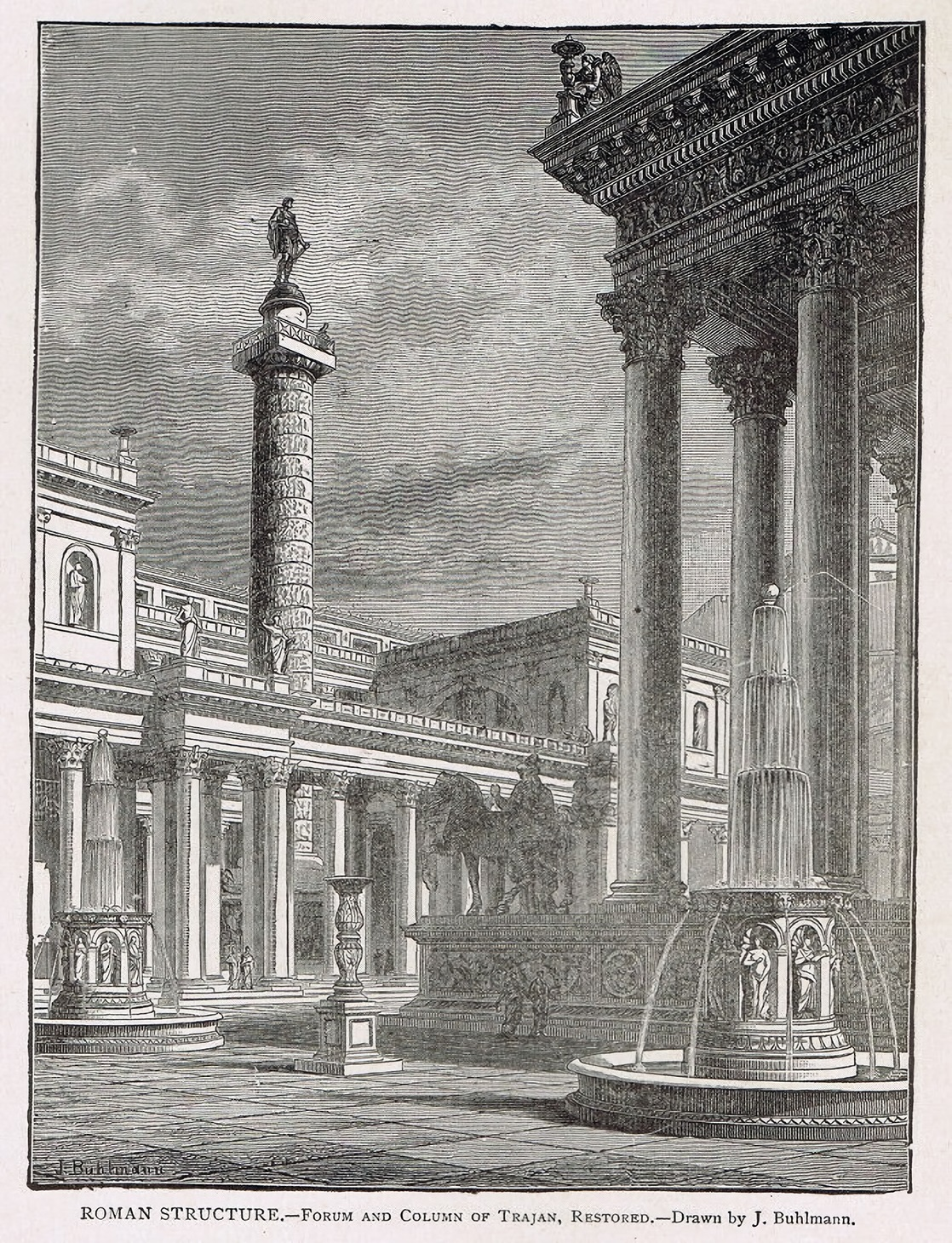
Rekonstrukce fóra s Trajánovým sloupem uprostřed
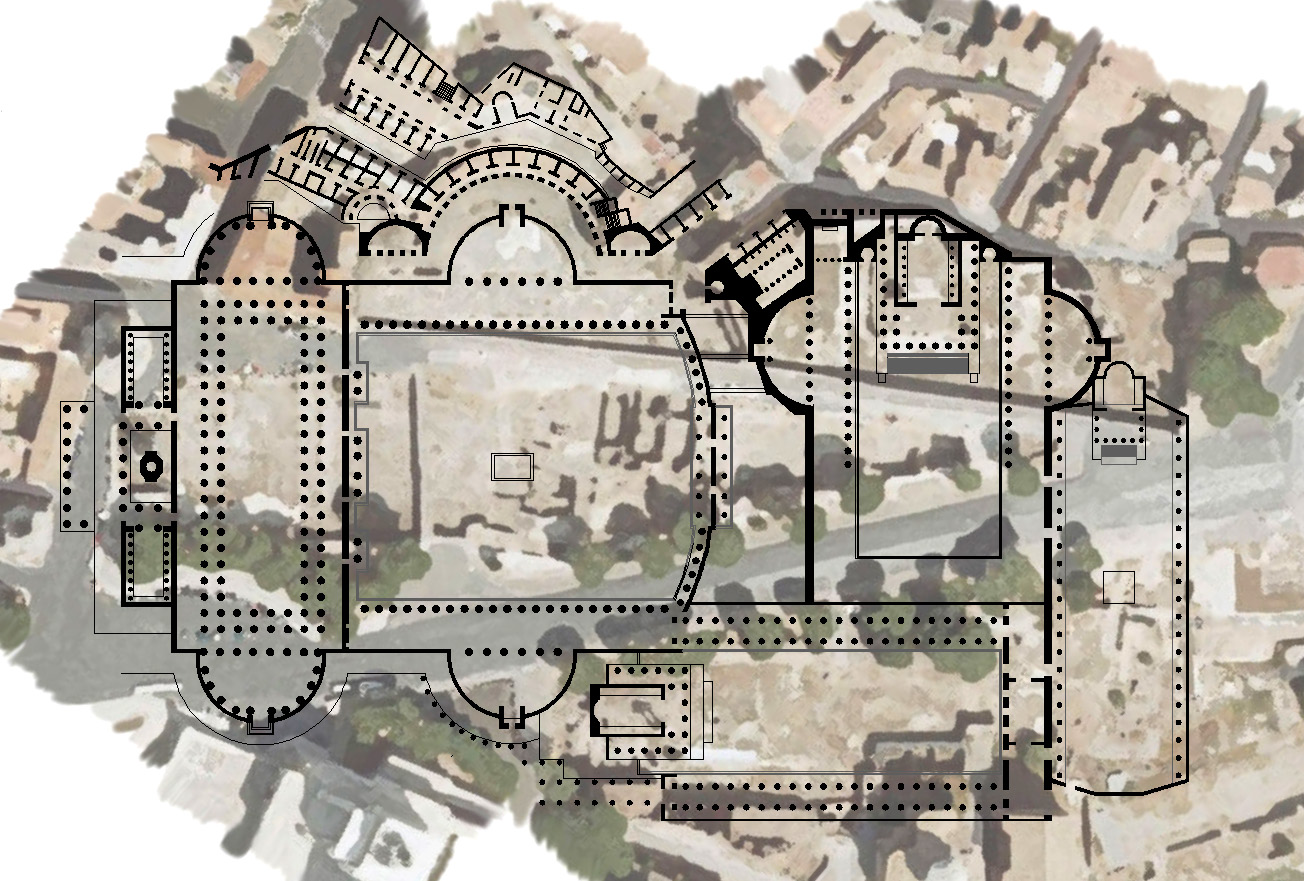
Superpozice do dnešní uliční sítě
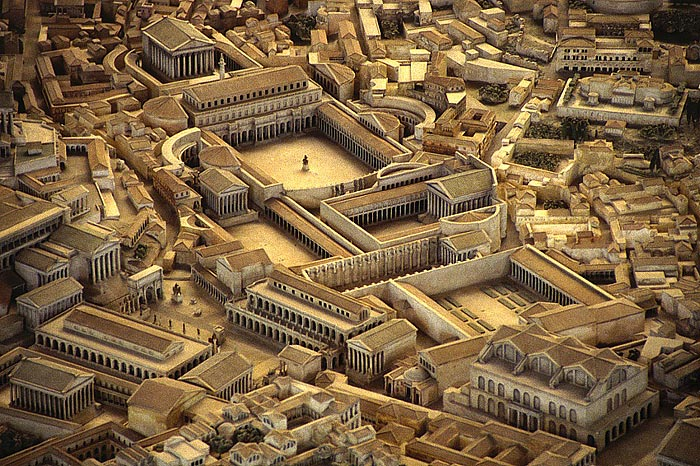
Model císařských for
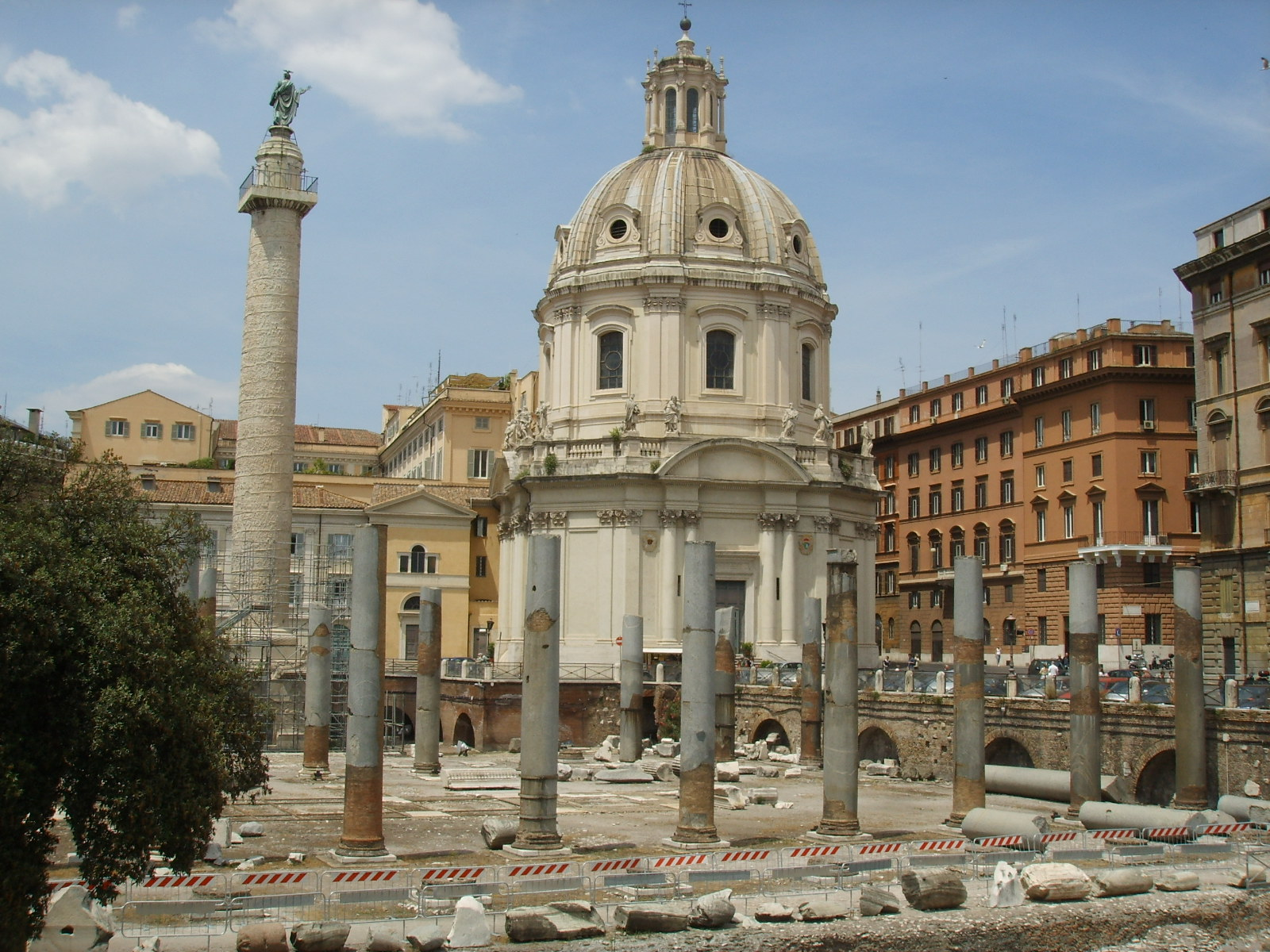
Bazilika Ulpia a Trajánův sloup
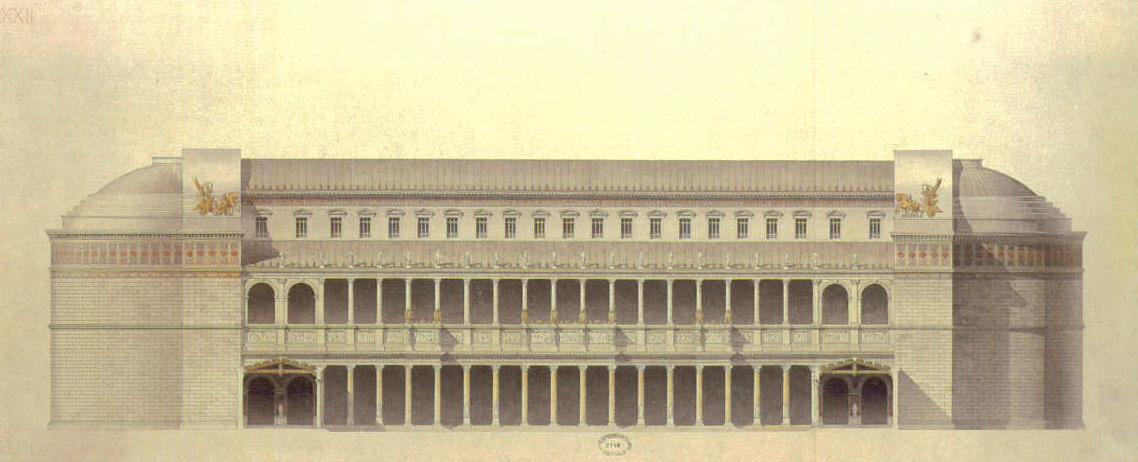
Rekonstrukce baziliky Ulpia podle Juliena Guadeta (1867)
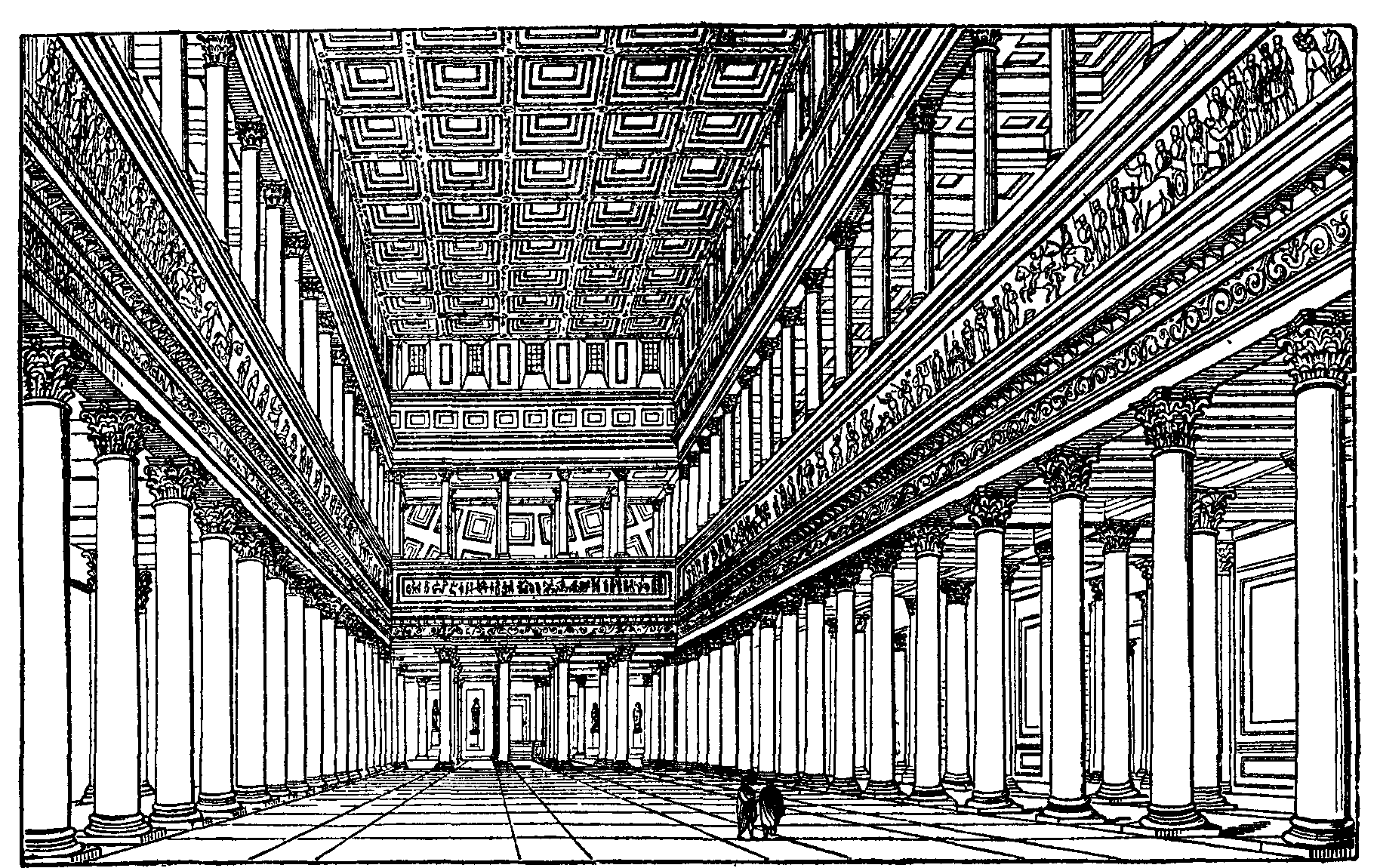
Rekonstrukce interiéru baziliky Ulpia
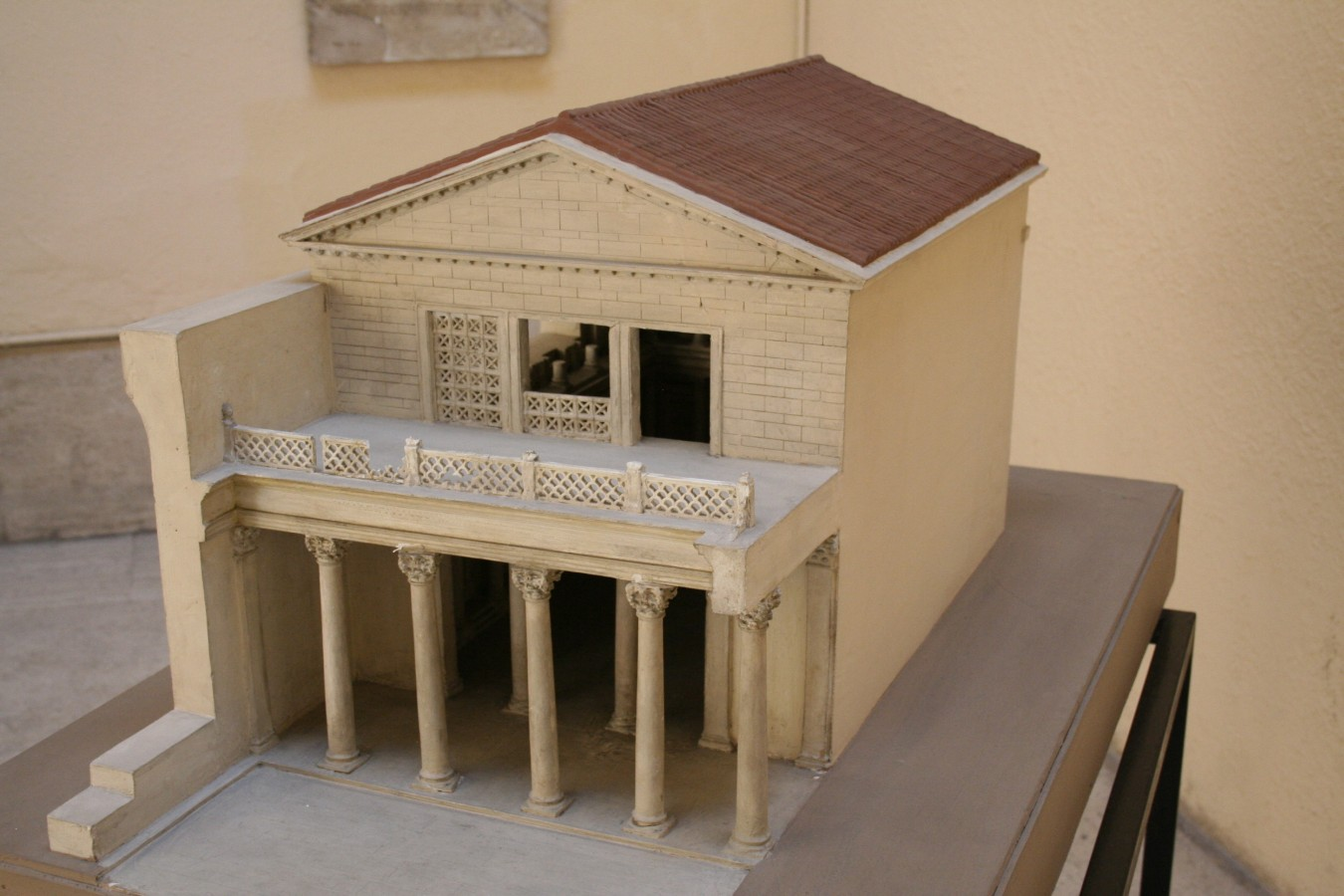
Rekonstrukce jedné z knihoven
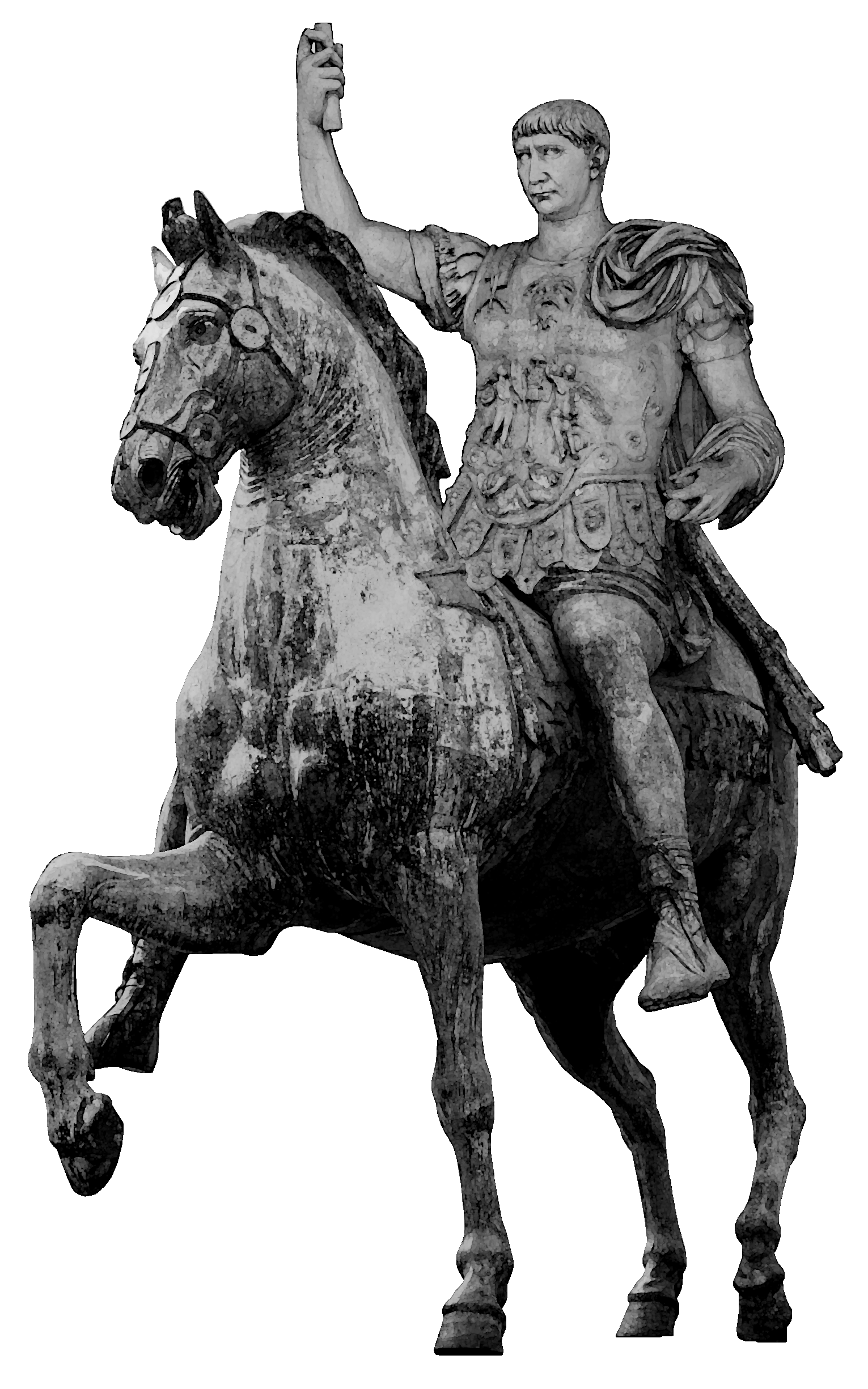
Hypotetická rekonstrukce Trajánovy sochy
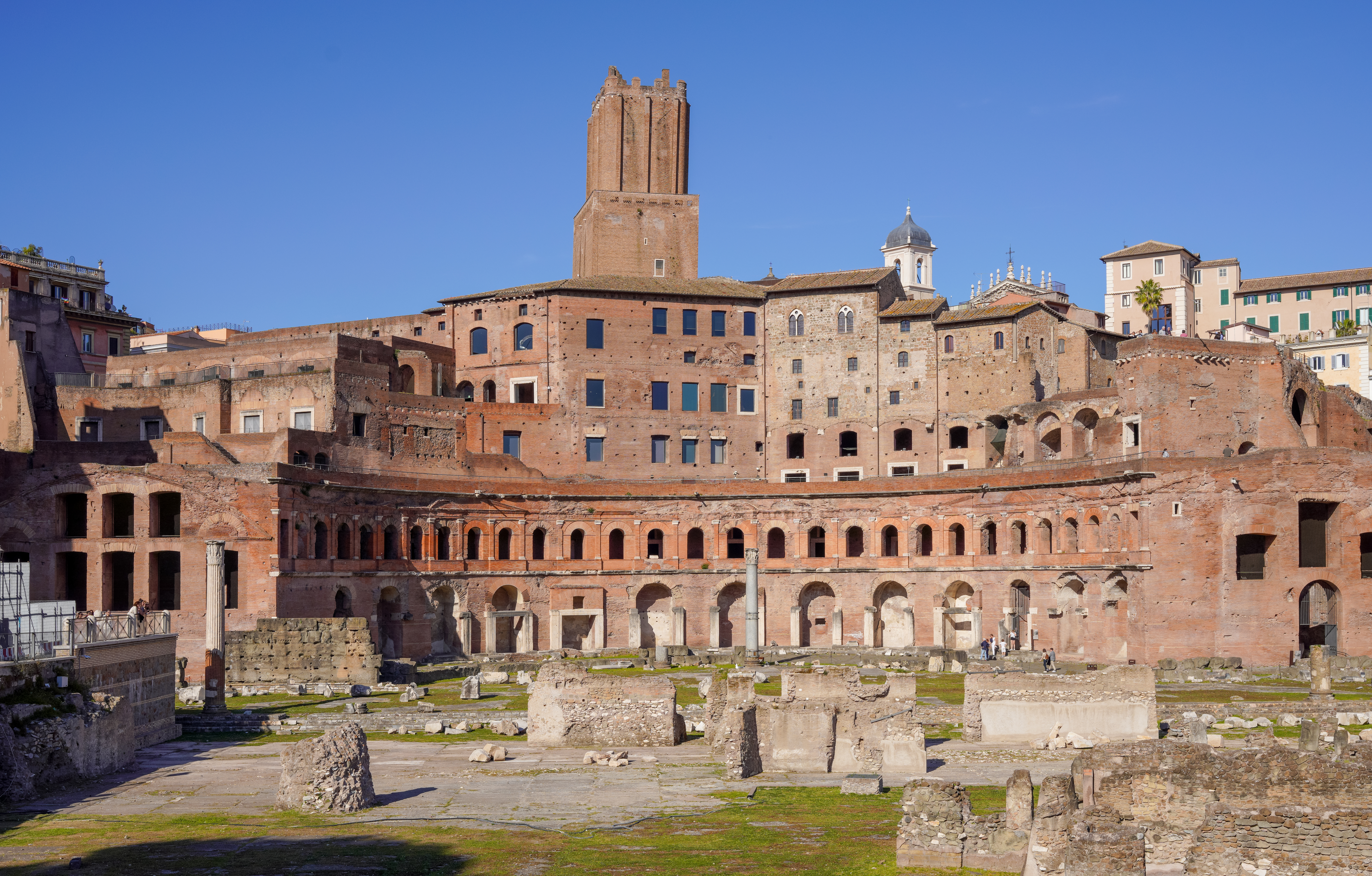
Trajánova tržnice